# Château de la Garoupe
Das Château de la Garoupe ist ein Anwesen in Cap d’Antibes, Frankreich.

## Geschichte
1907 kaufte der britische Abgeordnete Charles McLaren, Baron Aberconway (1850–1934), ein 1,6 Hektar großes Grundstück an der Südspitze des Cap d’Antibes. Er beauftragte den englischen Architekten Ernest George mit dem Bau des Anwesens. Es hat eine lange Fassade mit Halbmondfenstern und eine lange Treppe, die zum Meer führt. Der Garten, der von seiner Frau Laura McLaren, Baroness Aberconway, gepflegt wurde, verfügt über eine Pergola mit 12 Meter hohen Rosenstöcken, Iris und Begonien.
Zeitweise wurde das Haus von verschiedenen Berühmtheiten gemietet oder besucht, darunter Cole und Linda Porter und Pablo Picasso.
Das Haus ging an die Tochter der McLaren, Florence, und ihren Ehemann, Sir Henry Norman, über. Norman erweiterte das Anwesen und stockte das Haus um eine zusätzliche Etage auf.
Im Jahr 1999 kaufte der russische Magnat Boris Beresowski (1946–2013) das Haus für 22 Millionen Euro.
2015 wurde das Haus von der französischen Justiz als Erlös eines schweren Geldwäscheverbrechens beschlagnahmt, das von einer Investmentgesellschaft und ihrem Geschäftsführer Jean-Louis Bordes begangen wurde, die als Strohmänner von Boris Beresowski galten. Die von Russland ersuchte französische Justiz hatte mehr als zehn Jahre gebraucht, um ein Geflecht von Firmen zu entwirren und die Geldströme nachzuvollziehen, mit denen das Schloss über die Firma erworben wurde.
Das Château de la Garoupe wurde Anfang 2024 zugunsten des französischen Staates an den WhatsApp-Mitgründer Jan Koum verkauft.